# Stanisław Trzciński (szlachcic)
Stanisław Trzciński herbu Rawicz (zm. przed 24 października 1606 roku) – starosta rawski. 
Studiował w Wittenberdze w 1559 roku. 
Poseł województwa rawskiego na sejm 1578 roku, sejm 1582 roku, sejm 1585 roku, sejm 1593 roku, sejm 1598 roku.